# 币斑病
币斑病，在刈割较低的冷地型草的果岭上会出现小的圆形币斑，这些斑点会逐渐凹陷。币斑病一般是很小的枯点或者是直径小于5厘米的圆形枯斑。这些小的圆斑在病情严重时也可能会凝聚成大的枯草区。在刈割比较高的草坪，如足球场和高尔夫球场的长草区，币斑病的症状为不规则的枯斑， 其直径可达15厘米。币斑病主要是通过草坪的维护器械以及割草机来传播的， 但有时也可通过人的鞋底来传播。  
在有露水的时候，可观察到病原体（Sclerotinia homoeocarpa）蛛网状的菌丝体。当叶面变干后，菌丝消失。病株叶片上的病斑通常呈沙漏形，但也会出现椭圆形或椭圆形病斑。币斑病的病斑横穿整个叶宽。 病斑中间为浅褐色或者漂白状，除了早熟禾外所有的冷地型草坪草币斑病的外边缘都有红褐色的边界。受感染的草坪草也会从叶尖枯萎，然后整个叶片死亡。
币斑病多发于空气湿度较高，气温为15 到30℃且叶面长期潮湿的情况下。一般来说，白天温暖湿润， 夜间凉爽且多露是最适宜币斑病的蔓延。 虽然，叶面潮湿是发病的因素，但是币斑病在干燥的土壤条件下病情尤为严重。 
为了降低币斑病的对草坪的损害程度，草坪需要的保持足够的土壤水分和肥力。在土壤缺氮的情况下，草坪的币斑病特别严重。 同时可在清晨通过在草地上拖动软管或者刈割来去除叶片上的露水以消除币斑病形成所必需的叶面湿度。研究发现，等到上午10才清除露水，或者任由叶片自然风干的草坪的币斑病的发病率高于清晨就清除露水的草